# Sebrovo
Sebrovo (in lingua russa Себрово) è un insediamento di tipo urbano all'interno del circondario urbano della città di Michajlovka, nell'oblast' di Volgograd, in Russia.
Si trova sulle alture del Volga nella parte nord-occidentale della regione, a nord-nord-ovest di Volgograd.